# Gilson Butte
Gilson Butte ist ein Raketenstartplatz des US-Militärs im Bundesstaat Utah, USA, der zwischen 1964 und 1970 zur Erprobung der Pershing-1-Raketen diente.